# Confession (Beverly Hills, 90210)
Confession is de zesdede aflevering van het negende seizoen van het tienerdrama Beverly Hills, 90210, die voor het eerst werd uitgezonden op 11 november 1998.

## Plot
Sophia is bankroet en moet dringend geld verdienen en gaat in zee met de fotograaf die haar ook vroeg voor een pornofilm. David is hier niet mee eens en vertelt haar dit ook, maar zij zet het toch door. Op de set van de fotograaf wordt haar gevraagd om haar bovenstuk uit te doen, zij wil dit wel maar trekt zich toch terug. David is trots op haar en zegt haar dat ze beter kan dan dit. David regelt voor haar een baan als serveerster bij de Peach Pitt, maar haar werk drijft Nat tot wanhoop zo slecht is ze. Tijdens haar werk ontmoet zij een klant die haar een grote fooi geeft en raakt met hem in contact. Hij blijkt een rijke jongen te zijn en vraagt Sophie met hem mee te gaan naar Parijs. Zij gaat hier op in omdat zij denkt dat hij haar gelukkig kan maken met zijn geld. David komt erachter en is teleurgesteld dat zij hem verlaat voor het geld.
Kelly staat Leah bij tijdens een rechtszaak die haar man, Lenny, tegen haar heeft aangespannen om bezoekrecht te krijgen voor hun dochter. Lenny wint de zaak en krijgt bezoekrecht, dit mede dankzij de verdediging die Matt heeft gevoerd en wat Kelly boos op hem maakt. Als Lenny de baby komt halen ontstaat er al een agressieve sfeer tussen hem en Leah en dit besluit Leah om te vluchten met haar dochter, hierbij geholpen door Kelly en Ellen die dit al meer gedaan heeft. Kelly moet dit wel stiekem doen omdat Matt er niet achter mag komen omdat dit illegaal is. Ondertussen ontstaat er een klik tussen Matt en Donna die ook op de hoogte is van de dingen die Kelly aan het doen is en heeft grote moeite om dit voor Matt te verbergen. Donna is het beu om elke keer haar neus te stoten bij Noah en wil hem verlaten maar Noah blijft maar terugkomen naar haar. Matt komt erachter wat Kelly en Leah van plan zijn en besluit hen te helpen met haar vlucht. Dit stemt Kelly verbaasd en ziet Matt weer met andere ogen en de klik komt weer terug.
Valerie worstelt met haar verleden en besluit zich zelf aan te geven bij de politie. Abby wordt gewaarschuwd over haar plannen en zij komt Valerie opzoeken en smeekt haar zichzelf te vergeven. Na lang praten besluit zij haar plan niet door te zetten.
Nu Brandon weg is denkt Steve na over hoe het verder moet met zijn krant. Hij oppert het idee om zijn krant om te dopen in een sensatiekrant. Janet is niet enthousiast maar besluit hem toch te helpen, zij gaan naar een leegstaand hotel omdat daar spoken zouden zitten en hier willen zij over schrijven. Tijdens hun zoektocht raken zij in een val waar zij vast komen te zitten en dit eindigt in een vrijpartij.
Noah is nog steeds losgeslagen en kan de drank niet laten staan. Als hij zich wil melden voor de opgelegde A.A. bijeenkomst door de rechtbank dan loopt hij weer weg omdat hij dit niet aankan.

## Rolverdeling
- Jennie Garth - Kelly Taylor
- Ian Ziering - Steve Sanders
- Brian Austin Green - David Silver
- Tori Spelling - Donna Martin
- Tiffani Thiessen - Valerie Malone
- Joe E. Tata - Nat Bussichio
- Lindsay Price - Janet Sosna
- Daniel Cosgrove - Matt Durning
- Vincent Young - Noah Hunter
- Laura Leighton - Sophie Burns
- Michelle Phillips - Abby Malone
- J. Robin Miller - Leah
- Christopher Daniel Barnes - Lenny
- Kymberly Newberry - Ellen Clayton